# Superligaen 1997-1998
La Superligaen 1997-1998 è stata la 85ª edizione della massima serie del campionato di calcio danese e 8ª come Superligaen, disputata tra il 25 luglio 1997 e il 1º giugno 1998 e conclusa con la vittoria del Brøndby, al suo sesto titolo e terzo consecutivo.
La formula del torneo prevedeva che tutte le squadre si incontrassero tra di loro per tre volte.
Il capocannoniere del torneo è stato Ebbe Sand del Brøndby con 28 reti.

## Classifica finale
|    | Classifica        | G  | V  | N  | P  | GF | GS | DR  | Pti |
| -- | ----------------- | -- | -- | -- | -- | -- | -- | --- | --- |
| 1  | Brøndby           | 33 | 24 | 4  | 5  | 81 | 33 | +48 | 76  |
| 2  | Silkeborg         | 33 | 17 | 12 | 4  | 55 | 31 | +24 | 63  |
| 3  | FC København      | 33 | 18 | 7  | 8  | 66 | 48 | +18 | 61  |
| 4  | Vejle             | 33 | 16 | 4  | 13 | 53 | 51 | +2  | 52  |
| 5  | AB                | 33 | 13 | 8  | 12 | 61 | 52 | +9  | 47  |
| 6  | Lyngby            | 33 | 13 | 6  | 14 | 53 | 62 | -9  | 45  |
| 7  | Aalborg           | 33 | 12 | 8  | 13 | 54 | 48 | +6  | 44  |
| 8  | AGF               | 33 | 11 | 10 | 12 | 53 | 52 | +1  | 43  |
| 9  | Herfølge          | 33 | 9  | 7  | 17 | 44 | 69 | -25 | 34  |
| 10 | Aarhus Fremad (*) | 33 | 9  | 6  | 18 | 51 | 73 | -22 | 33  |
| 11 | Ikast FS (*)      | 33 | 8  | 5  | 20 | 51 | 86 | -35 | 29  |
| 12 | Odense            | 33 | 6  | 7  | 20 | 40 | 57 | -17 | 25  |

(*) Squadre neopromosse

## Verdetti
- Brøndby Campione di Danimarca 1997/98.
- Brøndby ammesso al secondo turno preliminare della UEFA Champions League 1998-1999.
- Silkeborg e Vejle ammesse al secondo turno preliminare della Coppa UEFA 1998-1999
- AB e Lyngby ammesse alla Coppa Intertoto 1998
- Ikast fS e Odense retrocesse.